# Fjerkræfilm
|  | Denne artikel er oprettet af botten Steenthbot ud fra en ekstern database. Den kan derfor have sproglige fejl eller mangler. Denne skabelon kan fjernes efter kontrol af indholdet. |

Fjerkræfilm er en dansk dokumentarisk optagelse fra 1936.

## Handling
Filmen viser almindelige anvendte hønseracer, forekommende sygdomme og sygdomskontrol, fjerkræslagtning i fjerkræslagteri, rugerier, kontrolhønseri m.v.